# Menace d'État
Pour plus de détails, voir Fiche technique et Distribution.
Menace d'État (titre original : Cleanskin) est un film d'espionnage britannique écrit, produit et réalisé par Hadi Hajaig, sorti en 2012.

## Synopsis
Ewan (Sean Bean) est un agent des services secrets qui a pour mission d'éliminer le kamikaze Ash (Abhin Galeya), et sa cellule terroriste, alors que Ash se bat avec sa conscience.

## Fiche technique
- Titre français : Menace d'État
- Titre original : Cleanskin
- Réalisation et scénario : Hadi Hajaig
- Direction artistique : Jenny Ray et Sonya Yu
- Décors : Humphrey Jaeger
- Costumes : Maja Meschede
- Montage : Hadi Hajaig
- Musique : Simon Lambros
- Producteur : Hadi Hajaig
  - Producteurs délégués : Dean O'Toole et Ian Dray
- Photo : Ian Howes
- Budget : 2 000 000 £
- Pays d'origine :  Royaume-Uni
- Langue : Anglais
- Format : Couleur - 35 mm - 2.35 : 1 - Son Dolby Digital EX
- Genre : Film dramatique, Film d'espionnage, Thriller
- Durée : 108 minutes
- Date de sortie :

 Royaume-Uni : 9 mars 2012
 États-Unis : 11 septembre 2012
 Belgique : 11 septembre 2012 (en DVD)
 France : 26 septembre 2012 (en DVD)

## Distribution
- Sean Bean : Ewan
- Abhin Galeya : Ash
- Charlotte Rampling : Charlotte McQueen
- Peter Polycarpou : Nabil
- Tuppence Middleton : Kate
- Tom Burke : Mark
- Sam Douglas : Harry
- Michelle Ryan : Emma
- James Fox : Scott Catesby
- Tariq Jordan : Paul
- Silas Carson : Amin
- Shivani Ghai : Rena
- Chris Ryman : Yussif